# The Man Who Would Not Die
The Man Who Would Not Die è il quarto album in studio dei Blaze, gruppo di Blaze Bayley, pubblicato nel 2008.

## Tracce
1. The Man Who Would Not Die – 4:35
2. Blackmailer – 4:43
3. Smile Back At Death – 7:38
4. While You Were Gone – 5:27
5. Samurai – 5:39
6. A Crack In The System – 5:53
7. Robot – 3:10
8. At The End Of Day – 3:39
9. Waiting For My Life To Begin – 5:10
10. Voices From The Past – 5:55
11. The Truth Is One – 4:22
12. Serpent Haerted Man – 6:15

## Formazione
- Blaze Bayley – voce
- Nick Bermudez – chitarra
- Jay Walsh – chitarra
- David Bermudez – basso
- Lawrence Paterson – batteria